# Gênesis 1:2

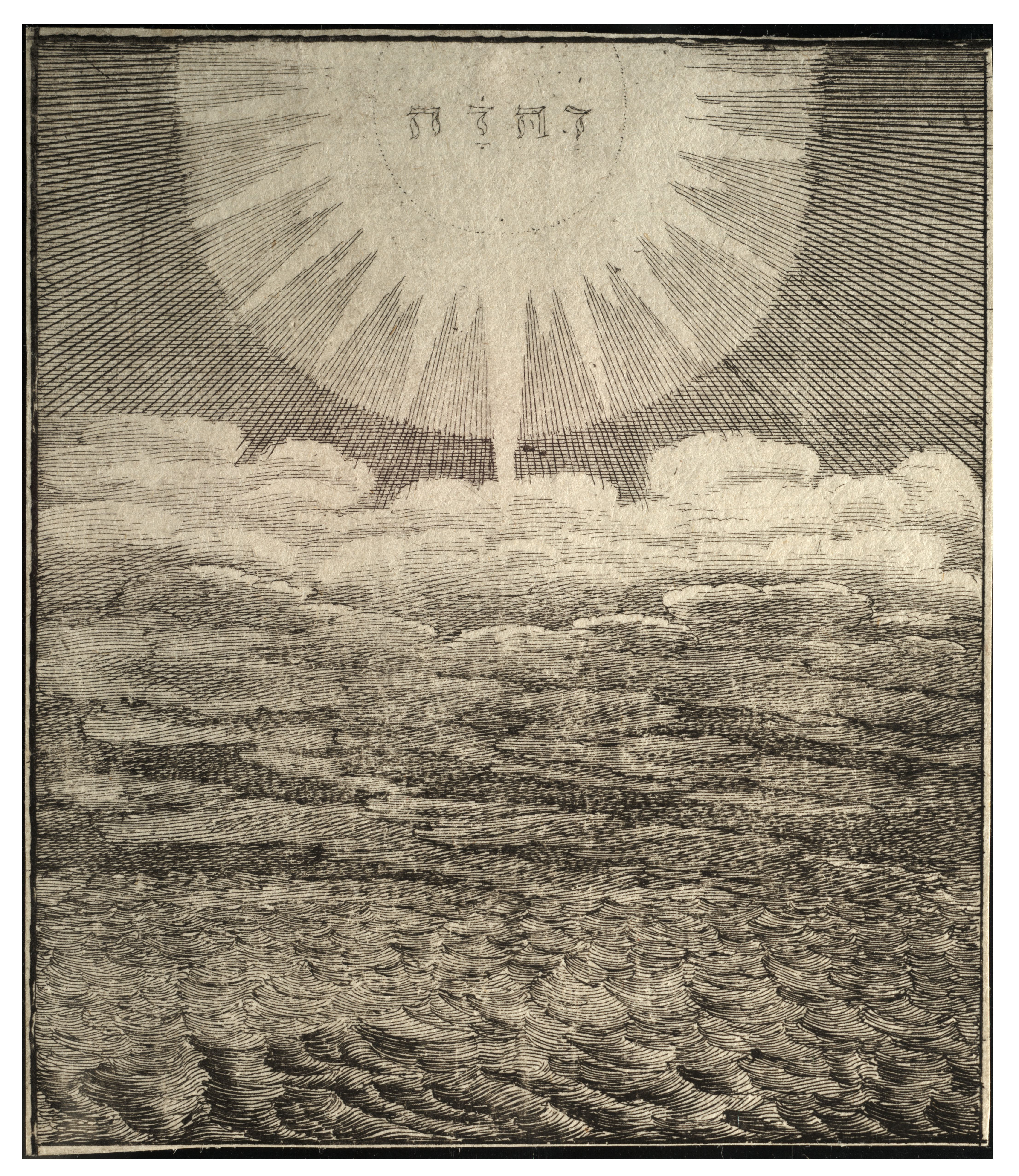
Descrição de Gênesis 1:2 por Wenceslaus Hollar.

Gênesis 1:2 é o segundo versículo do Livro de Gênesis, que trata da narrativa da criação. É uma parte do Bereshit (porção da Torá).

## Análise

### Sem forma e vazio
Gênesis 1:2 apresenta uma condição inicial de criação - ou seja, que [o estado de então] é toú wa bohu, sem forma e vazio (aqui se deve dizer que "forma" e "vazio" são termos que, embora tenham correspondência com o mundo natural, apresentam um significado espiritual muito mais profundo). Isso serve para introduzir o resto do capítulo, que descreve um processo de formação e enchimento. Isto é, no primeiro de três dias, os céus, o céu e a terra são criados [havia, em português mais antigo, o verbo crear, que expressava a prerrogativa absoluta e única apenas de Deus], e eles são preenchidos nos dias quatro e seis de astros, aves e peixes, os animais e o homem, respectivamente.

Esta correspondência é enfatizada no quadro de interpretação da duração dos dias, em Gênesis 1. Craig Rusbult observa que:

Numa perspectiva de conjunto, os seis dias descrevem eventos históricos reais, organizados por tópicos, em vez de cronologicamente. Esse conjunto é baseado em dois problemas em Gênesis 1:2, com a terra "sem forma e vazia." As duas soluções são para produzir "forma" (por separações em Dias 1-3) e preencher essas formas (Dias 4-6), conectando aspectos relacionados à história da criação nos Dias 1 e 4, 2 e 5, 3 e 6.

Antes de Yahweh Deus começa a criar, o mundo é tohu wa-bohu (em hebraico:  תֹהוּ וָבֹהוּ): a palavra tohu , por si só, significa "vazio, inutilidade"; ele é usado para descrever o deserto. Bohu não tem significado conhecido e foi aparentemente criado para rimar com e reforçar a tohu. Ele aparece novamente em Jeremias 4:23, onde Jeremias adverte Israel de que "a rebelião contra Deus irá levar ao retorno das trevas e do caos", como se a terra tivesse sido 'incriada'." Tohu wa-bohu, o caos, é, portanto, a condição que bara, cria, ordena, remedia.

### Profundidade
A escuridão e a "Profundidade" (em hebraico:  תְהוֹם tehôm) são dois dos três elementos do caos representado na tohu wa-bohu (o terceiro é a forma da terra). No Enuma Elish, a Profundidade é personificada como a deusa Tiamat, inimiga de Marduk; aqui é a forma do corpo de água primitiva a cercar o mundo habitável, mais tarde a ser lançado, durante o Dilúvio, quando "todas as fontes do grande abismo, irromperam" de águas debaixo da terra e das "janelas" do céu. William Dumbrell observa que a referência ao "profundidade" nesse versículo, "alude a cosmologias do antigo Oriente Próximo", em que "uma ameaça geral para a ordem vem do incontrolável e caótico mar, que é finalmente domado por um deus guerreiro". Dumbrell sugere que Gênesis 1:2 "reflete algo da luta entre caos e ordem, característico das antigas cosmologias".

### Espírito
O "Espírito de Deus" pairando sobre as águas em algumas traduções de Gênesis 1:2 vem da frase hebraica ruach Elohim, que tem como alternativa sido interpretada como uma "grande vento". Victor Hamilton decide, um pouco timidamente, para o "espírito de Deus", mas descarta [em sua opinião] qualquer sugestão de que isso pode ser identificado com o Espírito Santo da teologia cristã.
Rûach (רוּחַ) tem o significado de "vento, espírito, sopro," e Elohim pode significar "grande", bem como "Deus". O ruach Elohim que se move sobre a Profundez, pode, portanto, significar o "vento/sopro de Deus" (a vento da tempestade é a respiração de Deus, descrito em Salmo 18:15 e noutros lugares, e esse vento retorna no Dilúvio, como o meio pelo qual Deus restaura a terra), ou "Espírito" de Deus, um conceito que é um pouco vago na Bíblia hebraica, ou, simplesmente, uma grande tempestade de vento.

## Apêndice
Veha'arets hayetah toú vavohu vechoshech al-peney tehom veruach Elohim merachefet al-peney hamayim.
| Tradução/Versão                          | Texto [e tradução/transliteração, conforme o caso] |
| ---------------------------------------- | --- |
| American Standard Version                | "E a terra era resíduos e vazia; e havia trevas sobre a face do abismo; e o Espírito de Deus se movia sobre a face das águas."                              |
| Bíblia em inglês básico                  | "E a terra era resíduos e sem forma; e era escuro sobre a face do abismo; e o Espírito de Deus estava se movendo sobre a face das águas."                   |
| Bíblia Darby                             | "E a terra era resíduos e vazia, e havia trevas sobre a face do abismo, e o Espírito de Deus estava pairando sobre a face das águas."                       |
| God's Word                               | "A terra era sem forma e vazia, e as trevas cobriam a água profunda. O Espírito de Deus pairava sobre a água."                                              |
| Holman Christian Standard Bible          | "Agora, a terra era sem forma e vazia, trevas cobriam a superfície da profundez aquosa, e o Espírito de Deus estava pairando sobre a superfície das águas." |
| Sociedade de Publicação judaica (3.ª ed) | "A Terra sem forma e vazia, e havia trevas sobre a face do abismo, e um vento de Deus varrendo sobre a água."                                               |
| A Versão King James                      | "E a terra era sem forma e vazia; e havia trevas sobre a face do abismo. E o Espírito de Deus se movia sobre a face das águas."                             |
| The Message (Bible)                      | "A terra era uma sopa de nada, um vazio sem fundo, uma tinta de escuridão. O Espírito de Deus sobrevoou como um pássaro acima do abismo aquoso."            |
| Nova Versão Do Rei James                 | "A terra era sem forma e vazia; e havia trevas sobre a face do abismo. E o Espírito de Deus estava pairando sobre a face das águas."                        |
| Webster (Tradução da Bíblia)             | "E a terra era sem forma e vazia; e havia trevas sobre a face do abismo; e o Espírito de Deus movia-se sobre a face das águas."                             |
| Word English Bible                       | "Agora, a terra era sem forma e vazia. Havia trevas sobre a superfície do abismo. O Espírito de deus estava pairando sobre a face das águas."               |
| Tradução Literal de Young                | "A terra tem existido em resíduos e vazia, e treva 'é' sobre a face do abismo, e o Espírito de Deus vibrando sobre a face das águas"                        |

### Leitura complementar
- Sociedade de Publicação Judaica. A Torá: Os Cinco Livros de Moisés (3ª ed). Filadélfia: 1999.